# 海港清真寺
海港清真寺是位于河北省秦皇岛市海港区清真街的伊斯兰教清真寺。

## 历史
1986年，科威特国际伊斯兰慈善基金会主席哈杰捐赠20万美元，帮助秦皇岛市伊斯兰教协会翻建海港清真寺。1988年5月23日至24日，应秦皇岛市伊斯兰教协会会长李文清阿訇、副会长刘辅仁阿訇邀请，哈杰专程到秦皇岛市访问。访问期间，哈杰参加了中国、科威特、突尼斯合资兴建磷铵厂的奠基仪式，参观了海港清真寺、山海关清真寺以及山海关，并欣赏了秦皇岛市海港穆斯林装饰艺术开发部饰有《古兰经》经文的景泰蓝、挂毯、瓷器、字画等民族艺术产品。哈杰途经北京时，还会见了中国伊斯兰教协会副会长马贤。
2010年12月，河北省秦皇岛市海港区清真寺被中共中央统战部、国家宗教事务局表彰为首届全国创建和谐寺观教堂先进集体。2015年5月13日，秦皇岛市海港区清真寺被河北省人民政府表彰为全省民族团结进步模范集体。